# 女拓
女拓是指類似魚拓的製作法在女體上刷上墨汁後在紙上留下身體痕跡的藝術作品，是日本古代留下來的藝術形式，但也有人認為這是一種變態興趣。NHK曾播過介紹女拓的節目引起許多爭議。